# Вспышка света
«Вспышка света» (англ. «A Flash of Light») — четвёртый эпизод шестого сезона американского драматического телесериала «Родина», и 64-й во всём сериале. Премьера состоялась на канале Showtime 12 февраля 2017 года.

## Сюжет
Человек, с которым Сол (Мэнди Патинкин) тайком договорился встретиться, это генерал КСИР Маджид Джавади (Шон Тоуб). Сол просит Джавади использовать свои ресурсы, чтобы расследовать Нафиси и его возможные отношения с Северной Кореей. На следующий день, когда Сол готовится вернуться в США, его подбирает израильский посол Этай Лускин (Аллан Кордюнер). Этай получил сообщение о том, что высокопоставленный иранский чиновник пересёк границу на Западном берегу, где, как известно, находился Сол. Желая получить больше информации, Этай задерживает Сола.
Секу (Дж. Маллори Маккри) встречают сюрпризной вечеринкой по возвращении домой. Его друзья, подозрительные по поводу того, что его так быстро отпустили, задают ему вопросы о том, стал ли он информатором. В ответ, Секу публикует новое видео в интернете, на котором он раскрывает истинную личность информатора ФБР Саада Масуда. Кэрри (Клэр Дэйнс) немедленно отправляется к Секу и умоляет его убрать видео, так как это однозначно отменит сделку, которую заключила, чтобы освободить Секу. В конечном счёте Кэрри убеждает Секу после того, как она намекнула на весьма рискованные меры, предпринятые с её стороны, чтобы обеспечить сделку.
Куинн (Руперт Френд) продолжает следить за соседом через дорогу, он даже проникает в квартиру мужчины, пока тот снаружи. Он находит комнату, казалось бы, предназначенную для наблюдения, что приводит его к мнению, что этот мужчина шпионит за Кэрри. Когда мужчину подбирает машина посреди ночи, Куинн следует за ним на машине Кэрри. Куинн смотрит и фотографирует мужчину, когда его высаживают в Medina Medley, рабочем месте Секу.
Прислушиваясь к совету Кэрри, Кин (Элизабет Марвел) решила не принимать немедленных действий против Ирана. Газеты подхватывают рассказ о том, как Кин располагает информацией о ядерной программе Ирана и не реагирует. Кин набрасывается на Дара (Ф. Мюррей Абрахам), которого она обвиняет в том, что он подложил эту историю. Затем Кин просит Кэрри выявить какие-нибудь внутренние знания о Даре, которые они могли бы использовать в качестве рычага против него, но Кэрри сдержанная, не желая предавать доверия до такой степени. Дар сталкивается с Кэрри на улице, говоря ей перестать давать Кин «плохие советы», так как Кэрри теперь вне агентства и у неё больше нет соответствующей информации о делах, насчёт которых она даёт советы.
Секу, вернувшись на работу, слышит пикающий сигнал в задней части фургона, пока он едет через Нью-Йорк. Фургон взрывается. Этай говорит Солу: «Тебе нужно вернуться домой. В Нью-Йорке произошла атака.»

## Производство
Сценарий к эпизоду написал исполнительный продюсер Патрик Харбинсон, а режиссёром стала исполнительный продюсер Лесли Линка Глаттер.

## Реакция

### Реакция критиков
Эпизод получил рейтинг 100%, со средним рейтингом 8.1 из 10, на сайте Rotten Tomatoes, чей консенсус гласит: «„Вспышка света“ связывает сюжетные линии и показывает ключевые сдвиги динамики в самом увлекательном часе сезона на данный момент».
Бен Трэверс из «IndieWire» дал эпизоду оценку 'A-' и написал, что эпизод «чувствовался сфокусированным, бережливым и эмоционально честным», и что он «был наполнен жаркими дебатами. Каждый тет-а-тет строился к следующему, разглаживая эпизод и повышая напряжение, в то время как сольная операция Куинна завершилась под оболочкой тайны.» Аарон Риччио из «Slant Magazine», по поводу климатического взрыва автомобиля, сказал: «Сценарий Патрика Харбинсона призван придать каждой сцене, каждой частичке диалога, новый слой в свете этих последних двух минут... „Родина“ даёт нам возможность делать свои собственные выводы, чтобы выяснить, кто виноват в этом теракте.»

### Рейтинги
Во время оригинального показа, эпизод привлёк внимание 1.05 миллиона зрителей.